# دانيال برايان
براين دانيلسون (بالإنجليزيَّة: Bryan Danielson) (ولد في 22 مايو، 1981) هو مصارع أمريكي محترف يعمل مع اتحاد الإيليت تحت اسم براين دانيلسون. كما أنه معروف بكنية التنين الأمريكي. كان يُعرف سابقًا باسم دانيال براين حينما كان في عقد مع اتحاد دبليو دبليو إي.
في المنظمات الكبرى، يعتبر دانيلسون بطل عالم اربع مرات حيث حمل بطولة العالم للوزن الثقيل في دبليو دبليو إي لمرة واحدة، وبطولة دبليو دبليو اي للوزن الثقيل ثلاث مرات.و حاز علي بطولة آر أو إتش العالمية التابعة لمنظمة رينغ أوف هونر (آر أو إتش) مرة واحدة. وبالإضافة إلى ذلك، فاز دانيلسون بالبطولات العليا لمنظمات مستقلة عديدة حيث فاز ببطولة بي دبليو جي مرتين اثنتين في منظمة برو ريسلينغ غوريلا (بي دبليو جي)، وكان أيضًا بطلًا لبطولة دبليو إكس دبليو للوزن الثقيل التابعة لمنظمة ويستسايد إكستريم ريسلينغ لمرة واحدة، ومرة واحدة بطل بطولة إف آي بي للوزن الثقيل.
فضلا عن بطولاته العالمية، فاز دانيلسون ببطولة جي إتش سي للوزن صغير الثقيل مرة واحدة في منظمة برو ريسلينغ نواه اليابانية. ومعترف به رسميا كآخر بطل لبطولة آر أو إتش بيور. حيث وحد البطولة مع بطولة آر أو إتش العالمية في العام 2006. وهو أيضا فائز ببطولة الفرق الثنائية بطولة آي دبليو جي بي للوزن صغير الثقيل للفرق الثنائية في منظمة نيو جابان برو ريسلينغ (إن جاي بي دبليو) مع كاري مان.
ظل دانيلسون حتى العام 2009 ولفترة وجيزة عام 2010 مصارعًا مستقلاً مارس مصارعة المحترفين (تحت اسمه الحقيقي) في منظمة رينغ أوف هونر والمنظمات المستقلة. من ضمن المنظمات المستقلة التي صارع بها: إف آي بي، بي دبليو جي، ومنظمة ناشونال ريسلينغ أليانس (إن دبليو إيه). وهو أيضًا كان يصارع أيضا على الصعيد الدولي بالأخص في منظمة غلوبال بروفشنال ريسلينغ أليانس اليابانية التي كانت تتعاون مع منظمة رينغ أوف هونر الأمريكية. المنظمة اليابانية من المنظمات التعاونية التي تسمح لمصارعيها باللعب في منظمات أخرى. كما شارك أيضا في عدد قليل من المباريات في منظمة دبليو دبليو إي قبل انضمامه لها في عام 2009.
في يونيو 2010، وبعد وقت قصير من نهاية الموسم الأول من برنامج دبليو دبليو إي إن إكس تي الذي شارك به دانيلسون، أعلنت منظمة دبليو دبليو إي أنها فسخت عقده. لكنه عاد إلى دبليو دبليو إي من جديد في شهر أغسطس في حدث سمرسلام 2010. وفاز ببطولة دبليو دبليو إي الولايات المتحدة في الشهر التالي من عودته. في 17 يوليو 2011، فاز براين بحقيبة ماني إن ذا بانك الزرقاء الخاصة بسماكداون في مباراة سلم جرت في حدث يحمل نفس الاسم. في 18 ديسمبر، 2011، قام براين بصرف الحقيبة على بطل العالم الوزن الثقيل بيغ شو ليصبح بطلا لبطولة العالم للوزن الثقيل في 45 ثانية.

## المسيرة في مصارعة المحترفين

### البدايات المبكرة (1999-2004)
بعد تخرج دانيلسون من المدرسة الثانوية في عام 1999، قرر مواصلة المصارعة مهنيًا، حيث حاول في البداية أن يتدرب في مدرسة مصارعة يملكها دين مالينكو. لكن وبسبب إغلاقها في وقت لاحق، فقد تدرب في أكاديمية تكساس ريسلينغ (تي دبليو إيه) التابعة لشون مايكلز ورودي غونزاليس. ظهر دانيلسون لأول مرة في مدرسة مايكلز وغونزاليس في 21 مارس 2000، وفاز بأول بطولة في مسيرته في مصارعة المحترفين عندما تعاون مع سبانكي ليفوزا ببطولة تي دبليو إيه للفرق الثنائية عندما تغلبا على جيرمي سايج وكروز روبن.
وبينما كان دانيلسون يواصل القيام بجولة في الولايات المتحدة مع العديد من المنظمات الأمريكية لمصارعة المحترفين، قام بالتوقيع مع منظمة وولد ريسلينغ فيدرايشن (دبليو دبليو إف) وأرسل إلى منظمة ممفيس تشامبيونشيب ريسلينغ (إم سي دبليو) من أجل أن يتدرب أكثر قبل أن يتم استدعائه إلى قائمة الأسماء الرئيسية. هناك، تدرب دانيلسون أكثر على أيدي مصارع دبليو دبليو إف ويليام ريغال. وفي مقابلة أجريت معه عام 2012، أشاد دانيلسون بريغال لأن له دورا رئيسيا في تطوير حياته المهنية. وخلال تلك الفترة عرف دانيلسون «التنين الأمريكي». غير أن منظمة دبليو دبليو إف قطعت علاقتها بمنظمة إم سي دبليو وقامت بفسخ عقد دانليسون في عام 2001 بعد أن فاز ببطولة إم سي دبليو للوزن الخفيف الثقيل وبطولة إم سي دبليو للفرق الثنائية مع سبانكي. غير أن دانيلسون عاد إلى منظمة وورلد ريسلينغ فيدرايشن بعد أن تغير اسمها إلى وورلد ريسلينغ إنترتاينمينت (دبليو دبليو إي) في وقت لاحق لفترات قصيرة. حيث لعب في برامجها الثانوية مثل دبليو دبليو إي فيلوسيتي ودبليو دبليو إي هيت قبل أن تسمح له المنظمة باللعب في مباريات أطول. حتى أنه واجه بطل دبليو دبليو إي المستقبلي جون سينا وخسر أمامه.
تجول دانيلسون أيضا في اليابان مع منظمة فورنتاير ماتريال آرتز ريسلينغ (إف إم دبليو) مع زميله المتدرب معه في أكاديمية تكساس ريسلينغ لانس كيد وتنافس في عدة مباريات للفرق الثنائية. عاد دانيلسون إلى اليابان مجددًا بعد أن قامت منظمة دبليو دبليو إف بفسخ عقده ولعب في أكبر منظمة مصارعة يابانية نيو جابان برو ريسلينغ (إن جاي بي دبليو). في إن جاي بي دبليو، استخدم دانيلسون شخصية التنين الأمريكي. حيث ارتدى قناعًًًً ملونًا بالأحمر والأبيض والأزرق في إشارة إلى علم الولايات الأمريكية. وكجزء من درجات المنافسة في المنظمة، فإنه قد لعب في قسم الوزن صغير الثقيل. كما حقق نجاحًا في منافسات الفردي ومنافسات الفرق الثنائية في ذات المنظمة. وبلغ النجاح ذروته في 12 مارس، 2004 عندما فاز دانيلسون (بلا قناع) مع كاري مان ببطولة آي دبليو جي بي للوزن صغير الثقيل للفرق الثنائية عندما تغلبا على المصارعين اليابانيين المخضرميين جادو وجيدو، في جولة هايبر باتل.

### رينغ أوف هونر

#### الأب المؤسس (2002 - 2005)
في عام 2002، انضم دانيلسون إلى منظمة مصارعة مستقلة تدعى رينغ أوف هونر، حيث سمي من قبل جمهور المنظمة ب «الأب المؤسس» لأن دانيلسون كان واحدا من المصارعين الذين جعلوا المنظمة بارزة على مستوى مصارعة المحترفين خلال بدايتها. كما أنه لعب في أول حدث رئيسي في أول عرض مصارعة تقيمه المنظمة وكان بعنوان ذا إيرا أوف هونر بينغز (بالعربية: عصر الشرف يبدأ)، وهو عبارة عن مباراة ثلاثية ضد لاو كي وكريستوفر دانيالز. كما واصل لعب مباريات طويلة في الوقت كمباراته التي دامت ثمانون دقيقة أمام المصارع أوستن أرييس وهي مباراة شهيرة في المنظمة. أكثر المباريات المعروفة له في السنوات الأولى في المنظمة كان مع هوميسايد. حيث تواجها في مباريات عديدة مع مجموعة متنوعة من الشروط. وقد بلغت عداوته مع هوميسايد ذروتها في مباراة قفص فولاذية كانت بعنوان فاينل شو داون، التي فاز بها دانيلسون.

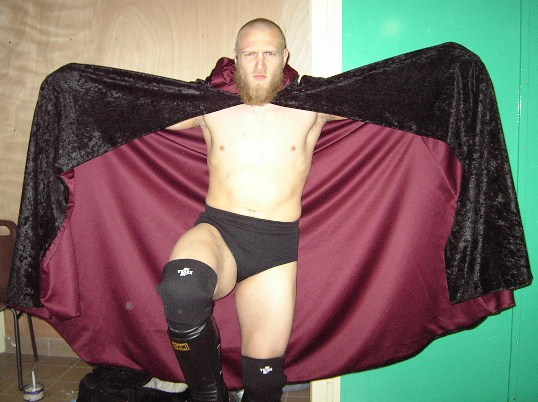
دانيلسون أمام آلة التصوير في العام 2004.

في ذلك الوقت، كانت يعتبر دانيلسون لفترة طويلة بأنه أفضل مصارع في آر أو إتش لم يحصل على لقب البطولة الأولى في المنظمة (بطولة العالم)؛ وعلى الرغم من فوزه في أول دورة تقيمها المنظمة دورة سرفايفول فور فيتيست (بالعربية: البقاء للأصلح) عام 2004، إلا أن بطولة العالم استعصت عليه باستمرار. حتى وصل دانيلسون إلى أن يعلن عبر في عام 2005، من خلال النشرة الإخبارية للمنظمة، آر أو إتش نيوزواير (بالعربية: وكالة أنباء آر أو إتش)، أنه كان قد استقال من آر أو إتش نظرًا لشعوره بخيبة أمل بسبب عدم قدرته على هزيمة أوستن أرييس في مباراة على لقب بطولة آر أو إتش العالمية. من ثم تم الكشف في وقت لاحق بأن دانيلسون قد أصبح محبط بشكل عام من مصارعة المحترفين وقرر أن يأخذ إجازة لتقييم خيارات حياته المهنية من خلال الاستمرار أو الاعتزال بشكل تام. لكن وعلى الرغم من ذلك، فإن دانيلسون يفترض به حينها أن يذهب للتصارع في مباريات تم حجزها والاتفاق معه بشأنها في أوروبا واليابان وهو ما جعل المعجبين يعتقدون بأن ما حصل هو محور قصة لغياب دانيلسون خلال هذه الفترة. في مايو 2005، بدأت شائعات تنتشر تقول أن ثاني أكبر منظمة في قارة أمريكا الشمالية منظمة توتال نونستوب أكشن ريسلينغ (تي إن إيه) كانت ترغب في التعاقد دانيلسون. وفي نفس الوقت، كان لديه بعض مباريات الاختبار مع منظمة دبليو دبليو إي في ذلك الوقت، ولكن لم يتم التوصل إلى شيء مع كلا المنظمتين حيث بقي في آر أو إتش.

#### بطل العالم (2005-2006)
في 15 سبتمبر 2005، استطاع دانيلسون أن يهزم جيمس جيبسون في مباراة أقيمت على بطولة آر أو إتش العالمية في حدث غلوري باي هونر أربعة. وشهد بقية العام 2005 دفاعات ناجحة عن البطولة من قبل دانيلسون ضد كل المتحدين عليها، حتى أولئك الذين جاؤوا من منظمات أخرى مثل منظمة برو ريسلينغ نواه ونجمها ناوميتشي ماروفوجي، في حدث فاينل باتل عام 2005.
في بداية عام 2006، غزى المصارع كريس هيرو، الذي يمثل منظمة كومبات زون ريسلينغ (سي زي دبليو)، منظمة آر أو إتش حيث استهدف دانيلسون. وهو ما أدى إلى قيام الاثنين بتبادل الكلمات عبر الإنترنت قبل وبعد المباراة. وهو ما أدى في النهاية إلى بداية عداوة بين مصارعي المنظمتين. دانيلسون نفسه استفاد من الغزوة وقام بغزوة في منظمة سي زي دبليو. مما أدى إلى وجود المهاترات بدنية مع عدد من مصارعين سي زي دبليو. كثف هيرو من عداوته لدانيلسون وهو ما أدى إلى فردية بين الاثنان في حدث هيل فريزس التابع لمنظمة آر أو إتش، حيث دافع دانيلسون بنجاح دافع عن بطولة آر أو إتش العالمية. كما لعب في مباراة قفص سميت «قفص الموت» وكانت من نوع خمسة ضد خمسة أقيمت بين مصارعي المنظمتين. المباراة كانت أشهر مباريات منظمة سي زي دبليو وأكثر شعبية. المباراة تبدأ برجل من كل فريق في القفص، مع دخول منافس واحد أكثر عشوائيًا في المباراة بعد انتهاء الوقت المخصص من الزمن. خلال المباراة، انقلب دانيلسون على فريقه باعتدائه على عدوه ساموا جو، قبل أن يغادر المباراة ويتخلى عن مشاركته بشكل كامل في العداوة بين المنظمتين. وبما أن العداوة متعاكسة بين المنظمتين، فإنه قد دافع عن بطولته بناجح ضد منافسيه من المنظمة المنافسة. حيث كان قد وقع عقدًا مفتوحًا يخول بموجبه لأي مصارع من منظمة سي زي دبليو أن يواجهه على بطولة آر أو إتش العالمية. بطل العالم السابق ساموا جو تحدى دانيلسون أيضا خلال دفاعه المستمر عن البطولة. إلا أن مباراتهما انتهت بالتعادل في بعد نهاية الدقيقة 60.

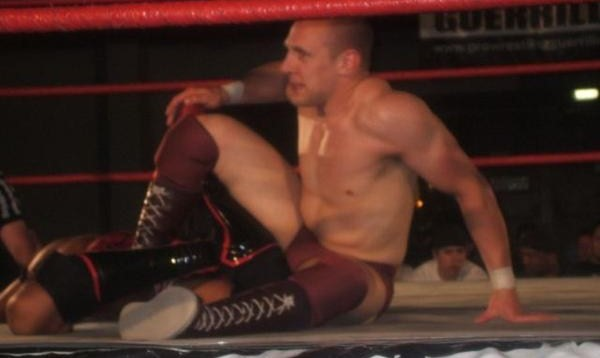
دانيلسون في الحلبة عام 2006

واجهت منظمة رينغ أوف هونر مشكلة خلال وجود بطولة آر أو إتش العالمية الخاصة بها بسبب وجود بطولة أخرى تتساوى قيمتها المعنوية على ما يبدو مع البطولة العالمية. البطولة الأخرى هي بطولة آر أو إتش بيور. وبسبب هذا، تم تحيد مباراة دمج بين بطل العالم دانيلسون ضد بطل بطولة البيور ناجيل ماكغينيس من أجل دمج البطولتين في بطولة واحدة. تواجه الاثنان في 29 أبريل في مباراة شرطها اللعب بطريقة الأصل في المصارعة. ووفقا لقواعد المصارعة الأصلية، سقط دانيلسون خارج الحلبة بعد أن تلقى ضربة بالكرسي من ماكغينيس ليفوز الأخير عن طريق العد الخارجي ويحافظ على البطولة ولكنه في ذات الوقت لا يربح بطولة دانيلسون. وبالتالي، تواجه الاثنان في مباراة أخرى في انكلترا موطن ماكغينيس حيث أعلنت منظمة آر أو إتش أن البطولة يمكن أن تربح بطريقة: العد الخارجي، أو الإبطال ولكن ليس بالتعادل. حيث قالت المنظمة أن التعادل سيسبب إعادة المباراة من جديد. المباراة أقيمت في 12 أغسطس وفاز بها دانيلسون وألغيت بطولة البيور نظرًا لدمجها ببطولة العالم. وبفوزه هذا، أصبح دانليسون آخر أبطال بطولة البيور. في 26 أغسطس، وخلال مباراة جرت مع كولت كابانا، أصيب دانيلسون بخلع في كتفه. حيث مزق وترين في كتفه ومزق آخر في صدره. وهذا ما أدى إلى إلغاء مبارياته المقبلة. عاد دانيلسون من الإصابة في حدث غلوري باي هونر5: نايت 2  حيث تحداه كينتا وهو مصارع من منظمة برو ريسلينغ نواه اليابانية واستطاع دانليسون أن يتغلب عليه. في حدث فاينل باتل عام 2006، انتهى عهد دانيلسون بالبطولة العالمية بعد أن ظل محافظًا عليها بنجاح لمدة 15 شهرًا بعد خسارته أمام هوميسايد. بعد المباراة، غاب دانليسون لفترة عن المصارعة من أجل شفاء كتفه.

#### السنوات اللاحقة (2007-2009)

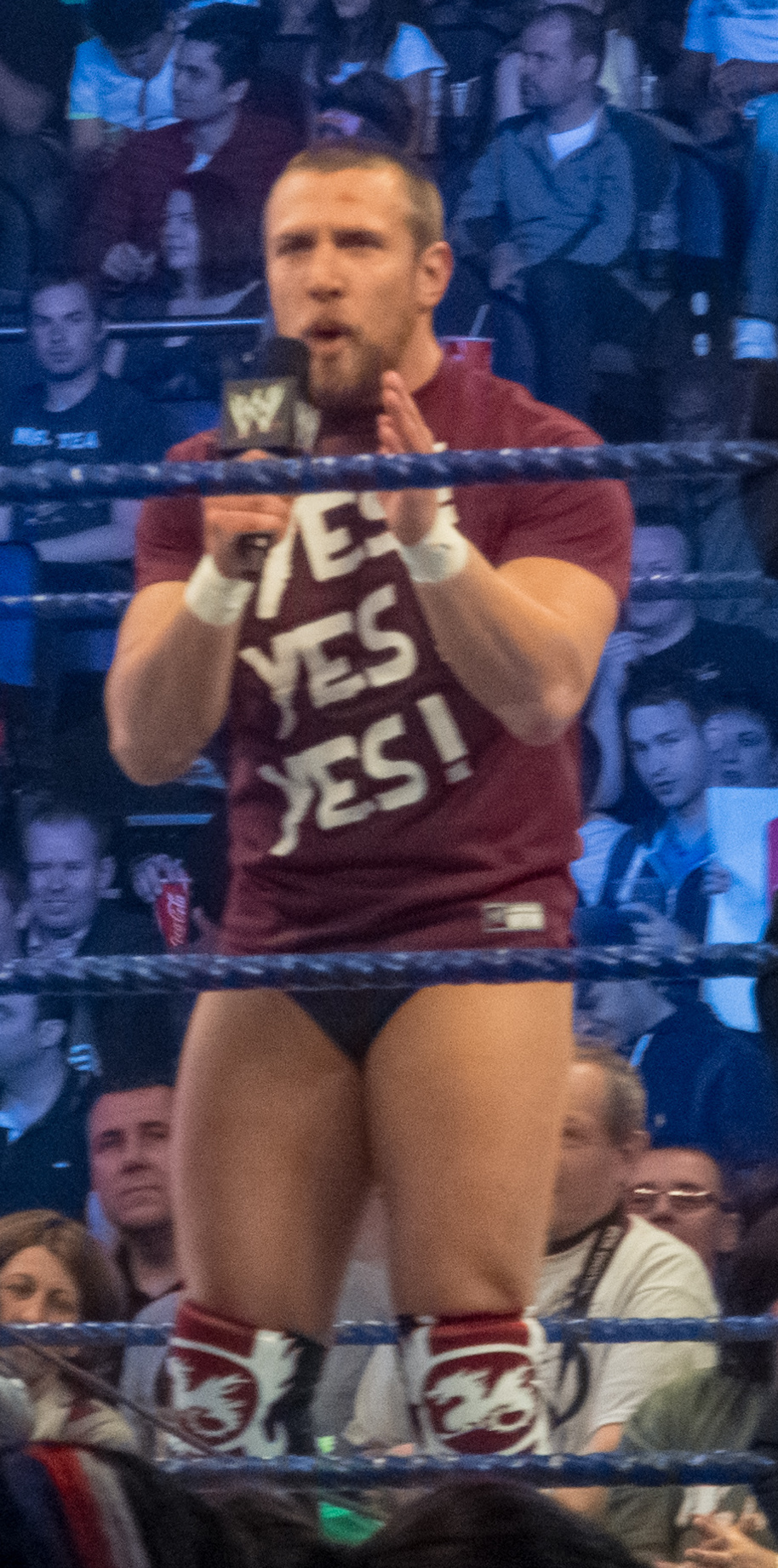

عاد دانيلسون إلى المنظمة في 11 مايو، في حدث ريبورن أغاين حيث هزم شين هاغيدورن وآدم بيرس في مبارياتين منفصلتين. في اليوم التالي 12 مايو، قامت منظمة رينغ أوف هونر بافتتاح أول حدث شهري لها وهو ريسبكت إز إيرند وفيه تعاون دانيلسون مع بطل آر أو إتش العالمي تاكيشي موريشيما ضد نايجل ماكغينيس وكينتا؛ انتصر فريق دانيلسون حين قام دانيلسون بجعل كينتا يستسلم إلى حركته كاتل ميتليشن. عاد دانيلسون إلى المنافسة على بطولة آر أو إتش العالمية بفوزه على نايجل ماكغينيس في دومينيشن. وهذا ما سمح له، وبصفته شخصية بطولية بتحدي موريشيما في مباراة على اللقب في مانهاتن مايهم حيث خسر. دانيلسون عانى من إصابة حقيقية وهي انفصال في شبيكة العين. وبعد أن أجريت له عملية جراحية في وقت لاحق، عاد دانيلسون ليتحدى موريشيما مرة أخرى، مما أدى إلى المباراة في حدث مان أب حيث توقفت المباراة نظرًا لعدم رد دانيلسون على الحكم. في وقت لاحق، قام دانيلسون بالانتقام من موريشيما عندما تدخل وأنهى مباراته في حدث رايس أبوف قبل عودة موريشيما عاد إلى اليابان. عاد موريشيما للمنظمة مجددًا في فاينل باتل 2008، في مباراة وصفت بأنها «شجار بلا شرف»، حيث سمح لكلا الرجلين باستخدام الأسلحة حيث فاز دانيلسون. دانيلسون أوضح في مقابلة في مارس 2012 أن أكثر أمسية حضرها حضرت له كانت في فاينل باتل 2008 حين تواجه مع موريشيما وبيعت 2,500 تذكرة في مدينة نيويورك.
على مدى الأشهر المقبلة، بدأ دانيلسون عداوة منافسة شريفة مع أوستن أرييس حيث تبادلا الانتصارات في مباراتهما المتعددة. بما في ذلك مباراة في حدث تايك نور بريسنور فاز بها دانيلسون. أرييس قام لاحقًا بمساعدة دانيلسون ضد فريق ذا إيج أوف فاوول. صارع الاثنان جميع أعضاء المجموعة في سلسلة من المباريات وبشروط مختلفة، فضلا عن التعاون معًا كفريق من أجل تحدي جيمي جاكوبس تايلر بلاك لبطولة آر أو إتش العالمية للفرق الثنائية.
وكجزء من اتفاق بين منظمة آر أو إتش ومنظمة برو ريسلينغ نواه اليابانية، نظمت المنظمة عرضًا في اليابان في 14 سبتمبر تحت عنوان طوكيو سومميت حيث لعب دانيلسون ضد بطل بطولة جي إتش سي للوزن صغير الثقيل يوشينوبو كاينمارو، حيث فاز دانيلسون بالبطولة. وبعد أجرى مقابلة أعلن فيها أن المنظمة اليابانية ستسمح له بالدفاع عن البطولة في آر أو إتش. حيث بدأ دفاعه الأول في غلوري باي هونر 7 حين هزم كاتسوهيكو ناكاجيما وهو مصارع يمثل فريق كينسوكي أوفيس وهو في نفس الوقت أحد أحد منظمة غلوبال بروفشنال ريسلينغ أليانس (جي بي دبليو إيه). كان هذا أول وآخر دفاع ناجح عن البطولة، حيث عاد إلى اليابان في 13 نوفمبر وخسر البطولة لكينتا. وعقب خسارته، تحدى دانيلسون ماكغينيس في مباراة على بطولة آر أو إتش في حدث رايسنغ أبوف إلا أنه خسر.
بدأت منظمة رينغ أوف هونر ببث برنامج تلفزيوني ينقل مبارياتها لأول مرة عام 2009 حيث سمي رينغ أوف هونر ريسلينغ وظهر به دانيلسون خلال حلقته الثالثة في مباراة الحدث الرئيسي عندما على أوستن أرييس. كما ظهر في الحلقة التالية حين تصارع ضد تايلر بلاك وانتهت المباراة بالتعادل. كما كان ذلك التعادل بداية التنافس ودي بين المصارعين الإثنين حيث قال دانيلسون أنه يتوقع لبلاك مستقبلاً ونجومية كبرى. مما أدى إلى يتواجهان في الكثير المباريات التي سادتها الروح الرياضية. وعند هذه النقطة، بدأ دانيلسون يرغب بالحصول على بطولة الفرق. لذلك، واحتراما لمنافسه، اختار أن يكون بلاك شريكه. وحاولا أن يربحا البطولة في عدة محاولات فشلت جميعها. مما أدى إلى صراع بينهما وبالتالي فك الشراكة.
في 23 أغسطس، تم الإعلان عن أن دانيلسون قد وقع عقدًا مع منظمة وورلد ريسلينغ إنترتاينمينت (دبليو دبليو إي). وقبل انضمامه إلى دبليو دبليو إي بشكل كامل بدأ يتصارع في جولة وداعية أقامتها له منظمة آر أو إتش تعرف باسم ذا فاينل كونت داون تور (بالعربية: جولة العد التنازلي النهائي)، حيث حاول أن يربح بطولة آر أو إتش العالمية التي كان يحملها أوستن أرييس إلا أنه خسرها. وفي 26 سبتمبر في غلوري باي هونر 8: ذا فاينل كونت داون، فاز دانيلسون في آخر مباراة له في المنظمة ضد نايجل ماكغينيس، الذي كان أيضا يلعب آخر مباراة له مع المنظمة.

### المنظمات المستقلة (2003-2009)
وبصرف النظر عن لعبه في المقام الأول في منظمة آر أو إتش، فقد شارك دانيلسون أيضا في عدد وافر من منظمات المصارعة المستقلة في الولايات المتحدة وخارجها.في عام 2003، تجول دانيلسون في المملكة المتحدة مع منظمة أول ستار ريسلينغ البريطانية.
وبينما كان في كان في المملكة المتحدة، فاز دانيلسون ببطولة العالم للوزن الثقيل المتوسط في 6 مايو بعد فوزه بدورة تصفيات تضم 8 مصارعين خلال ليلة واحدة. حيث فاز في النهائي على جيمس ماسون. ثم أمضى الستة أشهر المقبلة في المملكة المتحدة مصارعًا لمنظمات مثل إيه إس دبليو وإف دبليو إيه والمنظمات المعروفة هناك. ثم عاد لاحق عدة مرات على مدى الخمس سنوات اللاحقة. حيث تصارع في منظمات المصارعة المختلفة. في شباط 2005، وفي حدث نيو دون رايسنغ، لعب دانيلسون أول مباراة له في المنظمة الشقيقة ل آر أو إتش فول إمباكت برو (إف آي بي) حين لعب مع روميرو روكي في مباراة ضد أوستن أرييس وهوميسايد. وفي الليلة التالية في حدث دينجروس إنتينشنز، خسر دانيلسون مباراة أمام سي إم بنك. مما أدى إلى عداء وجيز بين الرجلين. النجاح الأكبر لدانيلسون في تلك المنظمة جاء في عام 2006، بفوزه ببطولة إف آي بي العالمية للوزن الثقيل. بقي الحزام لمدة أحد عشر شهرا مع دانيلسون قبل أن يخسره إلى رودريك سترونغ. لعب دانيلسون آخر مباراة له في منظمة إف آي بي في ديسمبر 2006 في حدث فلوريدا رمبل، عندما خسر مباراة أمام إريك ستيفنز.

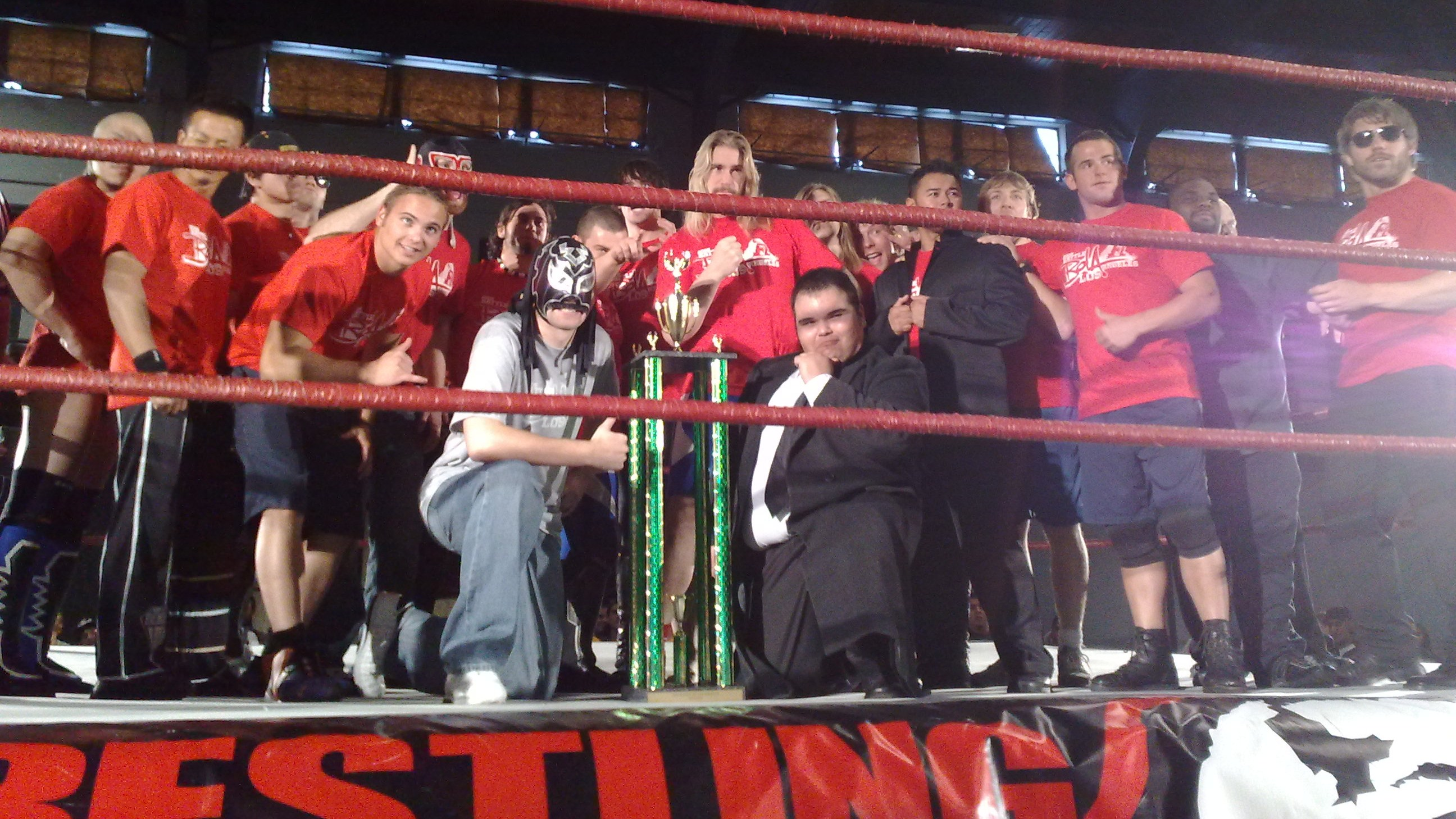
دانيلسون في افتتاح دورات باتل أوف لوس أنجليس التي بدأت عام 2008 حيث خسر في نصف النهائي أمام كريس هيرو.

كما تصارع دانيلسون أيضا في منظمة برو ريسلينغ غوريلا (بي دبليو جي) والتي مقرها كاليفورنيا التي ظهر بها لأول مرة في نوفمبر 2003 في حدث أن إنش لونغر ثن أفريج حيث خسر أمام فرانكي كازرايان بطل بطولة بي دبليو جي العالمية. كما تابع ظهوراته في المنظمة على مدى العامين المقبلين حيث فاز لاحقًا ببطولة بي دبليو جي العالمية في عام 2007، حيث استمرت معه لمدة ستة أشهر قبل أن يغيب عن المنظمة 11 شهرا. عاد دانيلسون إلى المنظمة عام 2008 في حدث دورة باتل أوف لوس إنجليس عام 2008. في مايو 2009 ظهر دانيلسون مع بول لوندن حيث لعبا سوية وأشار دانيلسون حينها إلى أنه الدولفين الأمريكي في إشارة ساخرة إلى نفسه. في 4 سبتمبر 2009، في حدث غورري سانز فرونتايريس فاز دانيلسون على كريس هيرو في مباراة على لقب بطولة بي دبليو جي العالمية في آخر مبارياته بالمنظمة قبل أن يتخلى عنها سريعًا.
بعد عودته من اصابته في عام 2007، نشرت منظمة ناشونال ريسلينغ أليانس مقطع فيديو لدانيلسون وهو يعلن فيه نيته للمنافسة على بطولة الوزن الثقيل العالمية إن دبليو إيه، حيث سبحت البطولة حينها من منظمة توتال نونستوب أكشن ريسلينغ (تي إن إيه) بسبب خلاف بين المنظمتين. وخلال تصفيات دورة ريكلايمنغ ذا غلوري، وصل دانيلسون إلى النهائي حيث كان يفترض أن يواجه برنت أولبرايت في 1 سبتمبر، ولكن نظرا لاصابة في العين لحقت به خلال مباراة مصارعة في حدث مانهاتن مايهم، فقد أعلنت منظمة إن دبليو إيه عن إزالته من المباراة ووضع آدم بيرس بدلاً عنه. المنظمة قررت أيضًا أن يكون حكم المباراة هو دانيلسون نفسه.
في عام 2009، انتهى عقد دانيلسون مع رينغ أوف هونر، وهذا ما سمح له باللعب في منظمات أخرى على نحو أكثر حرية. حيث لعب أول مباراة له في منظمة تشيكارا الواقعة في فيلادليفيا خلال دورة تصفيات كنغز أوف تريوس حين لعب مع كلاوديو كاستاغنولي في فريق سمي فريق أبركت. وفي العام نفسه، تم الإعلان عن أن دانيلسون عن سيتصارع في منظمة دراغون غايت يو إس إيه حيث خسر مباراته أمام بطل بطولة أوبن ذا دريم أوبن غايت أناروكي دوي.

### وورلد ريسلينغ إنترتاينمينت (2009-2010)

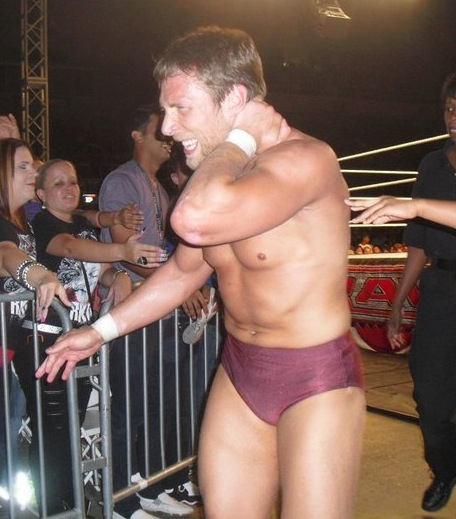
برايان في أحد أحداث راو الحية في 2010.

في 23 أغسطس 2009، أعلنت منظمة آر أو إتش بأن دانيلسون قد وقع عقدًا مع منظمة وورلد ريسلينغ إنترتاينمينت (دبليو دبليو إي). ظهور دانيلسون الأول كان في مباراة مظلمة قبل مباريات راو التي جرت في 4 يناير 2010 حين لعب ضد تشافو غوريرو وفاز عليه. وفي وقت لاحق ذلك الأسبوع ذكرت تقارير إخبارية أن دانيلسون كان قد طلب من إدارة دبليو دبليو إي أن يذهب إلى منظمة فلوريدا تشامبيونشيب ريسلينغ (إف سي دبليو) وهي منظمة مصارعة تتعاون مع دبليو دبليو إي من أجل أن يقوي مهارته ويتأقلم مع بيئة عمله الجديد. كان أول ظهور له في برنامج إف سي دبليو في 14 يناير، حيث هزم من قبل كافال. وفي 11 فبراير، ظهر دانيلسون باسم دانيال برايان. حيث أشار في وقت لاحق إلى أنه كان في لائحة تضم 10 مصارعين يخطط دبليو دبليو إي إلى ضمهم للقائمة الرئيسية ولم يكن من بينها اسم «برايان دانيلسون» بل كان «دانيال برايان».
في 16 فبراير، تم الإعلان إلى أنه سيصارع في الموسم الأول لبرنامج دبليو دبليو إي الجديد دبليو دبليو إي إن إكس تي وذلك باستخدام اسم دانيال برايان، حيث سيكون ذا ميز معلمًا له (في محور القصة). كان أول ظهور له في الحلقة الافتتاحية في 23 فبراير من إن إكس تي، حيث خسر من بطل الوزن الثقيل العالمي، كريس جيريكو. بعد المباراة، تعرض برايان لهجوم من قبل ميز بسبب عدم احترام الأول لمعلمه في وقت سابق من البث. وخلال الأسابيع القليلة المقبلة، فشل برايان في الفوز بمباراة واحدة. ولكن، وعلى الرغم كون سجل الفوز والخسارة الخاص به هو 0-5، إلا أنه كان في المرتبة الأولى في استطلاع رأي الايجابيات الافتتاحية في حلقة إن إكس تي التي جرت في 30 مارس. وبعد أن خسر خمس مباريات في إن إكس تي، حقق برايان فوزه الأول في حلقة 10 مايو من راو عن طريق تثبيت سانتينو ماريلا في مباراة ثمانية ضد أربعة. وفي الليلة التالية في إن إكس تي، تمت إزالته من المنافسة هو وزميله مايكل تارفر بسبب انعدام الثقة في أنفسهم. وفي وقت لاحق من تلك الليلة، قال في مقابلة، أن دانيال برايان انتهى ولكن برايان دانيلسون سيكون على ما يرام. وعلى الرغم من إزالته، فإنه ظهر في الحلقات التالية من إن إكس تي، حيث قابله مات سترايكر وقام بضرب المعلق مايكل كول بسبب تعليقه على ادائه ومهاجمة معلمه ذا ميز.
في حلقة 31 مايو من راو، قام برايان بهزيمة ميز في مباراة فردية ورماها بعد المباراة فوق طاولة المعلقين التي يوجد فيها كول. في الأسبوع التالي في راو، تدخل برايان هو وزملائه من الموسم الأول من إن إكس تي في مباراة الحدث الرئيسي التي جرت بين جون سينا وسي إم بانك. حيث ضربتهما المجموعة وضربت المعلقين ومذيع الحلبة جاستن روبرتس، قبل أن يقوموا بتفكيك حواشي المنطقة المحيطة بالحلبة ليتحول برايان هو وزملائه إلى مكروهون. في 11 يونيو 2010، أعلنت منظمة دبليو دبليو إي أنها قامت بفسخ عقد دانيلسون. موقع المصارعة الإخباري ريسلينغ أوبسيرفر قال أن منظمة دبليو دبليو إي قامت بفسخ عقد دانيلسون نظرًا لخنقه مذيع الحلبة جاستين روبرتس بربطة العنق وهو ما اعتبرته دبليو دبليو إي خروجًا عن طابع البرنامج الودي المناسب للأسرة. حيث تحولت حلقة راو حينها في 7 يونيو إلى برنامج عنيف للغاية ولا يتناسب إلا مع المشاهدين الكبار. دانيلسون قال بعدها أن مسؤولي دبليو دبليو إي قد اعتذروا له لفسخهم عقده وأنه الفسخ جاء نتيجة ارتباط دبليو دبليو إي برعاة لا يريد خسارتهم. قامت منظمة دبليو دبليو إي بوضع فسخ عقده في محور قصة، حيث قال ويد باريت زعيم مجموعة نكسيس أنهم قد طردوا برايان بسبب ندمه على أفعاله، وقال أيضًا أن برايان لن يعود إلى دبليو دبليو إي مرة أخرى.

### العودة إلى المنظمات المستقلة (2010)
بعد فسخ عقده، تلقى دانيلسون عدة عروض من عدة منظمات مصارعة أخرى. حيث كانت هناك مفاوضات غير مباشرة بينه وبين منظمة توتال نونستوب أكشن ريسلينغ (تي إن إيه) وبعض المنظمات اليابانية. وبعد أسبوعين من رحيله من دبليو دبليو إي، عاد دانيلسون إلى المنظمات المستقلة في 26 يونيو، 2010، حين هزم إدي كينغستون في حدث وي مست إيت ميشغان برين التابع لمنظمة تشيكارا في تايلور، ميشيغان. وبدلا من تلقي لافتات الجمهور، رمى الجمهور ربطات عنق إلى الحلبة في إشارة إلى حادثة برايان مع جاستين روبرتس. في اليوم التالي وفي حدث فايديد سكايرز أند لاينز وهو تابع لنفس المنظمة، فاز دانيلسون على حامل كأس يونغ ليونز تيم دونست في مباراة ليست على الكأس. وفي 3 يوليو، عاد دانيلسون إلى منظمة ويستسايد إكستريم ريسلينغ بهزميته لوايد فيتزجيرالد وتي جاي بي في مباراة نقاط لدورة إمبيشن 1. وفي اليوم التالي هزم تومي إيند وتي جاي بي في مباراة إعادة، وأخيرا هزم جوني موس في النهائي ليربح الدورة. في 17 يوليو، شارك دانيلسون لأول مرة في منظمة إنترناشونال ريسلينغ أسوسييشن (آي دبليو إيه)، حيث هزم كيو.تي مارشال في مباراة على بطولة آي دبليو إيه بورتو ريكو للوزن الثقيل. في 23 يوليو، ظهر دانيلسون لأول مرة في إيفولف والتي كانت تخطط أن تعتمد على دانيلسون بصفته نجمها الأعلى قبل أن يعود إلى دبليو دبليو إي. في الحدث الرئيسي، هزم بوبي فِش، كما واصل اللعب في اليوم التالي حيث لعب في منظمة دراغون غيت يو إس إيه حيث أخضع شينغو في مباراة مظلمة لعبت قبل الحدث الرئيسي الذي سمي ريترن أوف ذا دراغون. وبعد المباراة، انضم دانيلسون إلى مجموعة وورلد-1 التي تضم بي إكس بي هولك، ماساتو يوشينو، ناروكي دوي، وباك لصبح العضو الخامس في المجموعة. كعضو الخامسة. في 30 يوليو، عاد دانيلسون إلى منظمة برو ريسلينغ غوريلا حين فاز على رودريك سترونغ. وفي 7 أغسطس، لعب دانيلسون مباراة على لقب بطولة الوزن الثقيل العالمية إن دبليو إيه والتي كان يحملها آدم بيرس في منظمة إن دبليو إيه ليجندز فانفيست.
وعلى الرغم من عودته إلى دبليو دبليو إي في 15 أغسطس، إلا أن دانيلسون احترم بقية المباريات التي حجزت له في المنظمات المستقلة حيث ظهر لأول مرة بعد عودته إلى دبليو دبليو إي في 20 أغسطس في منظمة هارتلاند ريسلينغ أسوسييشن في حدث رود تو ديستني بهزيمته لجون موكسلي. وفي اليوم التالي، خسر دانيلسون أمام دريك يونغر في منظمة انسينتي برو ريسلينغ في حدث ناينث أنفيرساري ريغن أوف إنيساين. بعدها بيوم فاز دانيلسون على جي فريدي في منظمة سكوير سيركل ريسلينغ. في 10 سبتمبر عاد إلى إيوا، وذلك باستخدام اسم دانيال برايان، وخسر بطولة آي دبليو إيه لدينيس ريفيرا. وفي اليوم التالي عاد دانيلسون إلى إيفولف، وهزم مونينوري ساوا في مباراة الحدث الرئيسي. وفي وقت لاحق من نفس الليلة، تصارع في منظمة نيويورك ريسلينغ كونيكشن في مباراة فرق حيث فاز هو وتوني نيز على ديميتريوس بابادون أليكس رينولدز. في 25 سبتمبر، دانيلسون عاد إلى منظمة دراغون غيت يو إس إيه وهزم ياماتو في مباراة الحدث الرئيسي. وفي اليوم التالي هزم دانيلسون هزم جون موكسلي. في 1 أكتوبر لعب دانيلسون في آخر مباراة له في المنظمات المستقلة بهزيمته لشيلتون بينجامين في مباراة أقيمت في منظمة نورثإيست ريسلينغ إيفنت.

### العودة إلى دبليو دبليو إي

#### بطل الولايات المتحدة الأمريكية (2010-2011)

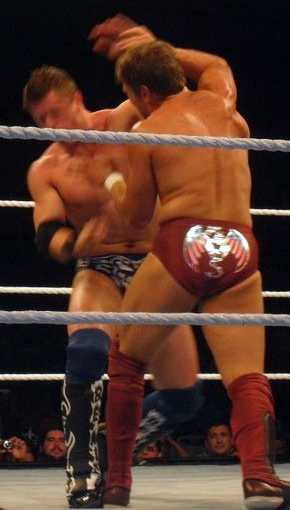
برايان (يمين) يصارع معلمه السابق في برنامج إن إكس تي ذا ميز.

في 15 أغسطس، 2010، عاد دانيلسون إلى دبليو دبليو إي باسم دانيال برايان في حدث سمرسلام. حيث تم الكشف عن أنه هو العضو السابع في فريق دبليو دبليو إي الذي واجه فريق زملائه السابقين نيكسيس في مباراة إزالة 7 ضد 7. في هذا الحدث، كان برايان واحد من آخرين عضوين بقيا من فريق دبليو دبليو إي. حيث تمكن من إزالة اثنين من فريق نيكسيس. غير أنه أزيل في النهاية من المباراة من قبل زميله السابق ويد باريت الذي استغل قيام مدرب برايان ذا ميز بمهاجمة تلميذه برايان. وعلى الرغم من هذا، فاز فريق دبليو دبليو إي في المباراة. وبعد ليلة واحدة، تم الكشف عن أنه جزء من قائمة مصارعي راو. تعادى برايان مع ميز وبدأ الاثنان يتدخلان في مباريات بعضهما وبدأت حينها مساعدة تلميذ ميز أليكس رايلي في الموسم الثاني من برنامج إن إكس تي لمعلمه ميز في عداوته ضد برايان. في حدث ليلة الأبطال، فاز برايان ببطولة دبليو دبليو إي الولايات المتحدة إثر فوزه على ميز لأول مرة في مسيرته المهنية في دبليو دبليو إي.
بعد ذلك، دافع بنجاح عن البطولة بفوزه على ميز وجون موريسون في أول مباراة ثلاثية من نوع تثبيت في أي مكان في حدث الجحيم في زنزانة. كما دافع بنجاح عنها ضد تيد ديبياسي في حدث سورفايفور سيريس. في 30 نوفمبر في حلقة إن إكس تي، أعلن أن برايان سيعود إلى البرنامج في موسمه الرابع بصفته مدربًا لتلميذه ديريك بيتمان. في أواخر عام 2010، بدأ التوأم بيلا بالتتنافس على محبة برايان. حيث بدءا في الدخول معه إلى الحلبة واللعب معه في مبارايات فرق ثنائية مختلطة. في 24 يناير 2011 في حلقة من راو، اكتشف التوأم بيلا أن برايان يواعد زميلتهما غيل كيم سرا التي بدأت ترافقه إلى الحلبة. في حلقة 14 مارس من راو، فقد برايان بطولة دبليو دبليو إي الولايات المتحدة إلى شيمس. وكان من المقرر أصلاً أن تكون مباراة برايان ضد شيمس على بطولة الولايات المتحدة في راسلمينيا 27 منقولة على الهواء. لكن الخطة تغيرت وقرر مسؤولو دبليو دبليو إي تكون المباراة قبل بدء البث في مباراة خشابين (لمبرجاك) غير أنه ومرة أخرى، تم تحديد موعد جديد للمباراة لتصبح مباراة مظلمة. خلال المباراة، اندلعت مشاجرة بين الخشابين في خارج الحلبة، مما أدى إلى إنهاء المباراة بدون نتيجة. في الليلة التالية في راو، خسر برايان العودة أمام شيميس الذي حاول ضربه قبل أن يبدأ سين كارا لأول مرة في دبليو دبليو إي ويتدخل لنجدته.

#### بطل العالم للوزن الثقيل (2011-2012)
في 26 أبريل، انتقل برايان إلى قسم دبليو دبليو إي سماكداون كجزء من انتقالات 2011 الإضافية التي جرت على موقع دبليو دبليو إي. ظهر برايان لأول مرة في قسم سماكداون في 6 مايو عندما خسر مباراة أمام شيمس. ثم بدأ كودي رودز عداوة مع برايان عن طريق مهاجمته له بعد خسارته لمباراته ووضعه لكيس ورقي على رأسه. ثم بدأ برايان بالتعاون مع سين كارا لمواجهة كودي رودز وتيد ديبياسي. في 28 يونيو، عاد برايان إلى إن إكس تي ليكون مديرًا لديريك باتيمان مرة أخرى.

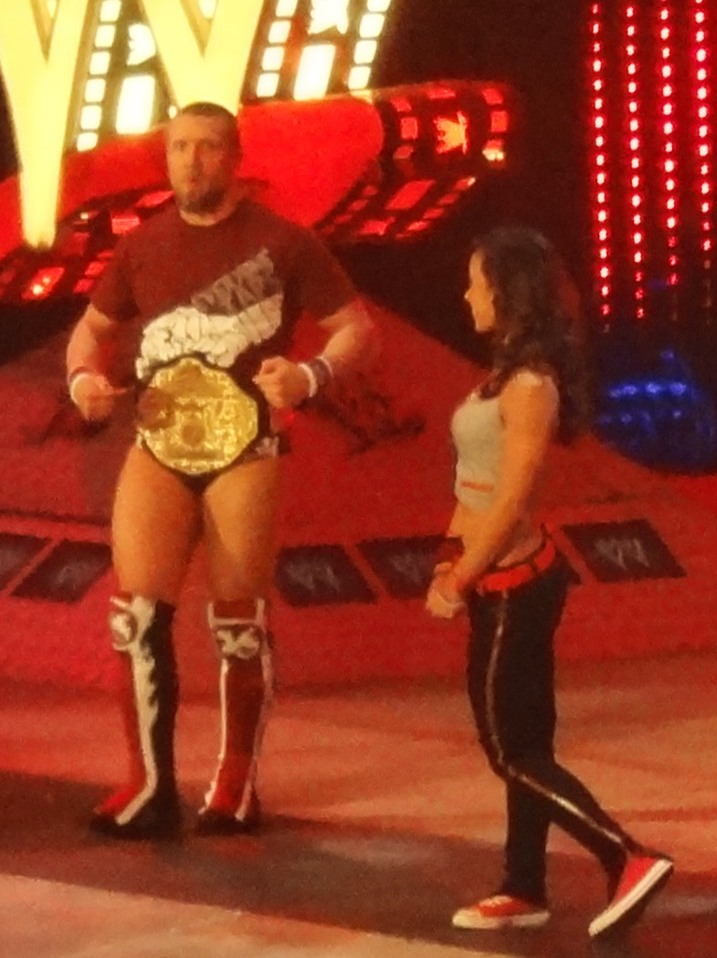
برايان حين كان بطل العالم لوزن الثقيل بجوار صديقته على الشاشة إيه جاي.

في 17 يوليو في حدث ماني إن ذا بانك، استطاع برايان أن يفوز بحقيبة ماني إن ذا بانك الزرقاء الخاصة بقسم سماكداون في مباراة سلم وهو ما يؤهله للحصول على مباراة لبطولة العالم للوزن الثقيل في أي وقت خلال السنة التالية. في حلقة 22 يوليو من سماكداون، أعلن برايان انه سيقوم بصرف الحقيبة في حدث راسلمينيا 28. وبعد عدة أشهر من خسراته لمبارياته، بدأ برايان عداوة مع بطل العالم للوزن الثقيل مارك هنري. في 4 نوفمبر، تحدى هنري برايان لمباراة ليست على اللقب حتى يثبت برايان أنه يستحق واحدة. خلال المباراة، تدخل بيغ شو ولكم هنري بيده وهذا ما جعل المباراة تنتهي بالإبطال وبفوزه بالمباراة. بعد ذلك، قام بيغ شو صديق برايان، بدعوة برايان إلى صرف الحقيبة على هنري. غير أن هنري استفاق وضرب الاثنان قبل أن تبدأ المباراة حتى. وبعد خسارته في مباراة الإعادة، تعرض برايان لهجمات من هنري لأسبوعين. وفي 25 نوفمبر، قام بيغ شو بلكم هنري مرى أخرى وعند هذه النقطة قام برايان بصرف الحقيبة على هنري حيث ثبته وربح المباراة. إلا أن مدير عام سماكداون تيدي لونغ كشف أن هنري غير مؤهلٍ طبيًا للعب في المباراة. وبسبب هذا أعيدت البطولة إلى هنري والحقيبة إلى برايان. اعترف برايان لاحقا بأنه لن ينتظر إلى راسلمينيا 28 نظرًا لتعرضه لهجمات من هنري، وأنه سينتقم من هنري. وبغض النظر عن حقيبته، ربح برايان مباراة رباعية لتحديد المتحدي الأول في نفس الحلقة التي أعلن فيها ما قاله. ليصبح بذلك المتحدي الأول لبطولة هنري. وفي حلقة مباشرة من سماكداون في 29 نوفمبر، تمكن هنري من تثبيت برايان ليحتفظ بلقبه في مباراة قفص فولاذي. كما بدأ أيضًا برايان في علاقة رومانسية على الشاشة (محور قصة) مع الديفا إيه جاي.
قام برايان يوم 18 ديسمبر في حدث تي إل سي: تايبل، ليدرز، أند تشايرز بصرف حقيبة ماني إن ذا بانك على بيغ شو الذي كان قد ربح بطولة العالم للوزن من هنري لتوه. حيث ثبت شو الذي تلقى ضربة دي دي تي على الكرسي المعدني في وقت لاحق مما جعله يصبح بطل العالم الوزن الثقيل. وفي الأسابيع التالية، كانا التوتر يسود العلاقة بين برايان وبيغ شو بسبب كون شو غير راضيًا عن برايان وأخذه لبطولة العالم منه وعدم تقديره لشو خلال مساعدته له في أوقات سابقة ضد هنري. وكبطل للعالم، ببدأ برايان يحتول إلى مكروه بشكل بطيء عندما بدأ يظهر علامات من الثقة المفرطة بالنفس والغرور. حيث بدأ برايان بالاحتفال بشكل مفرط عندما يفوز بشكل عادي أو حتى عندما يفوز عن طريق الإبطال أو العد الخارجي على خصومه. وأيضا، وعلى الرغم من إعلان إيه جاي عن حبها لبرايان، إلا أن برايان نفسه تجنب أن يقول أنه يحبها بشكل مقابل.
في يناير 2012، دافع برايان بنجاح عن لقبه ثلاث مرات.المرة الأولى ضد بيغ شو عندما قام برايان بتشجيع مارك هنري للهجوم عليه. مما تسبب في إبطال المباراة. المرة الثانية في مباراة إعادة بينه وبين بيغ شو حيث انتهت المباراة فجأة بسبب دفع شو لإي جاي التي كانت واقفة بجوار الحلبة عن طريق الخطأ. برايان حمل شو المسؤولية (محور قصة). المرة الثالثة كانت ضد هنري في مباراة خشابين (لامبيرجاك) عندما شجع برايان الخشابين على التدخل في المباراة. وهو ما تسبب في انتهاء المباراة بدون نتيجة. بلغت عداوة برايان ذروتها في مباراة ثلاثية داخل قفص فولاذي من أجل ضمان عدم التدخل الخارجي. المباراة أقيمت في حدث رويل رامبل حيث حافظ برايان على البطولة حين حرر نفسه من بيغ شو وهرب من القفص.

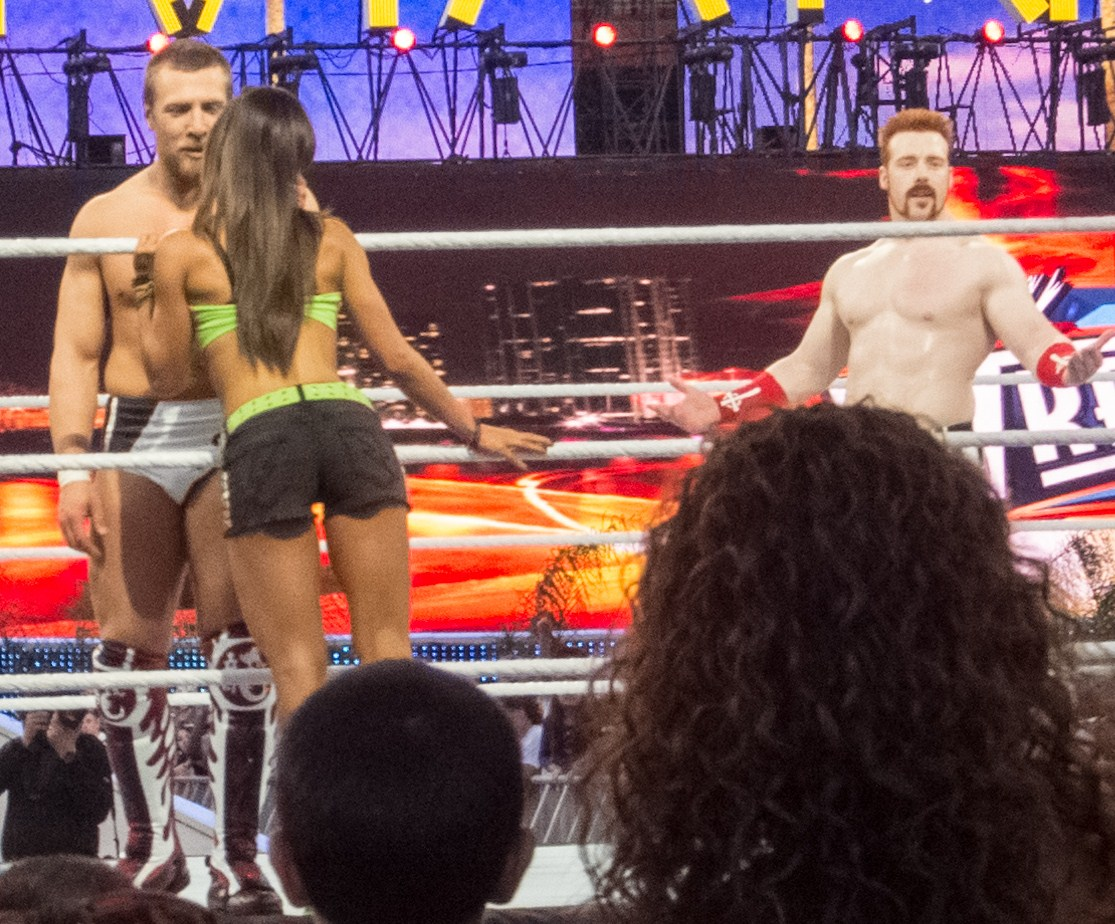
برايان في راسلمينيا 28 قبل أن يواجه شيمس يقبل صديقته على الشاشة إيه جاي قبل 18 ثانية من الخسارة.

في حدث إليمنيشن تشامبر، فاز برايان على بيغ شو، ووايد باريت، وكودي رودز، وغريت كالي وسانتينو ماريلا ليحافظ على بطولة العالم للوزن الثقيل. وبعد انتهاء المباراة، قام شيمس بمهاجمة برايان مختاره خصمًا له في راسلمينيا 28 في مباراة على بطولة العالم للوزن الثقيل بصفته فائزًا في مباراة رويل رامبل 2012. وفي مارس، بدأ برايان في الإساءة إلى إيه جاي مطالبًا إياها علنا لها أن تصمت بزعم انها تقف عقبة في طريقه. وعلى الرغم من هذه المعاملة، واصلت إيه جاي محبتها لبرايان انتهى عهد برايان ببطولة العالم عندما خسر أمام شيمس في افتتاح راسلمينيا 28 بعد 18 ثانية فقط بسبب انشغاله في تقبيل حبيبته إيه جاي التي كانت تقبله بقبلة التوفيق. ونتيجة لذلك، أعلن برايان لإي جاي في الحلقة التالية من سماكداون أن علاقتهما قد انتهت. حيث وضع برايان اللوم على إيه جاي قائلًا بأنها هي سبب خسارته لبطولة العالم. وعلى الرغم من محاولات إيه جاي المتعددة لإصلاح العلاقة بينهما، إلا أن برايان رفض بقسوة وترك إيه جاي في حالة انهيار عاطفي. في حدث إكستريم رولز، فشل برايان في استعادة بطولة العالم للوزن الثقيل من شيمس في مباراة ثبيتان من ثلاثة عندما خسر بنتيجة 2-1.

#### مطاردة بطولة دبليو دبليو إي؛ فريق هيل نو (2012)

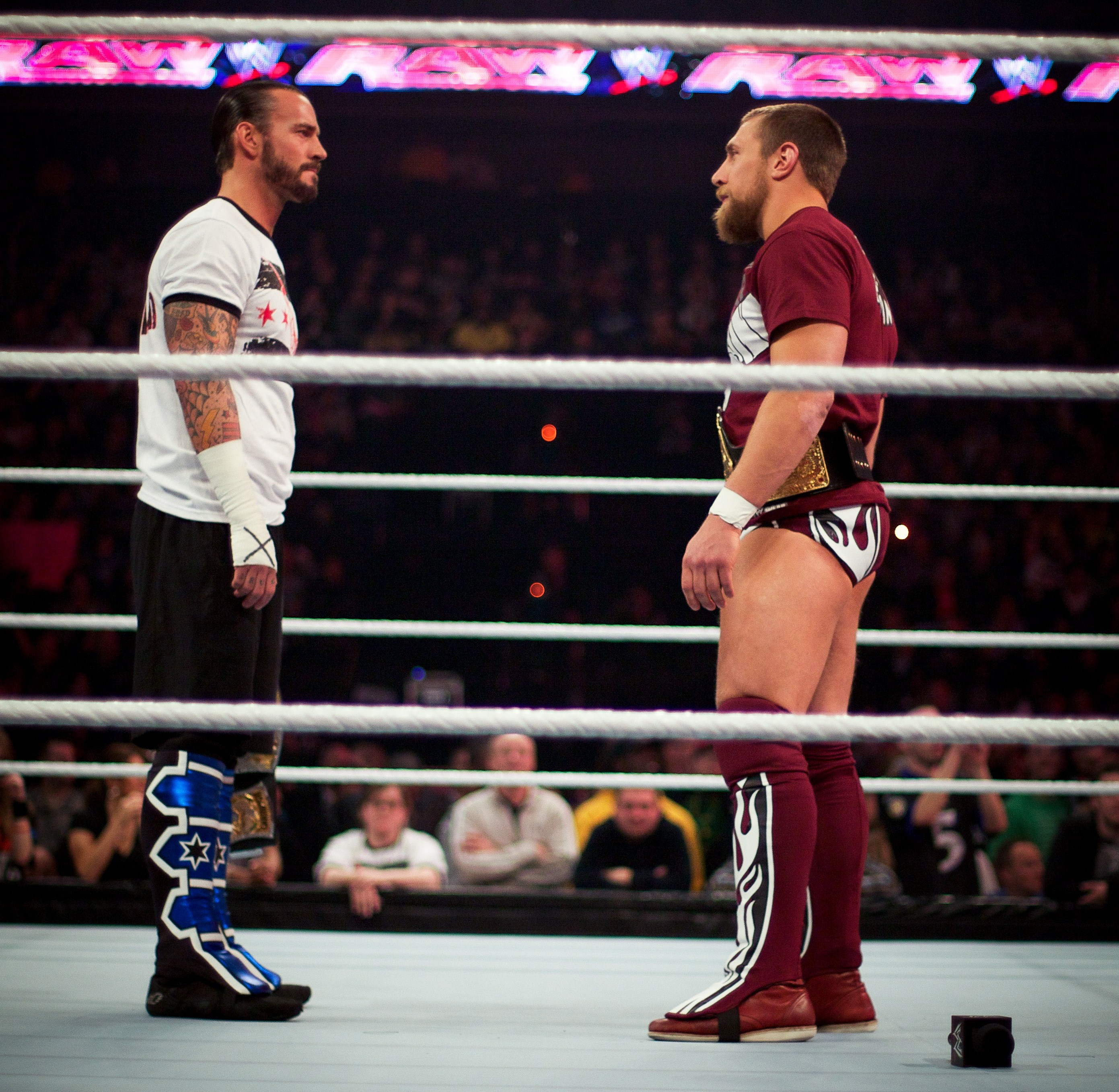
عرف برايان وسي إم بنك بعضهما البعض لمدة عشر سنوات منذ أن كانا يلعبان المصارعة في المنظمات المستقلة. في دبليو دبليو إي أصبح برايان وسي إم بانك عدوان لبعضهما البعض بسبب بطولة دبليو دبليو إي عام 2012.

في الليلة التالية في راو، أصبح برايان المتحدي الأول لمواجهة سي إم بنك على بطولة دبليو دبليو إي في حدث أوفر ذا ليميت بعد أن كان أسرع الفائزين في تحدي مباراة بيت ذا كلوك حين فاز على جيري لولير في أقل من 3 دقائق. في حدث أوفر ذا ليميت خسر برايان مباراته ضد سي إم بنك بطريقة مثيرة للجدل بعد أن عكس بنك حركة «قفل نعم!» إلى تثبيت ثم استسلم بعدها. في ذات الوقت، بدأ برايان وبنك عداوة متزامنة مع كين بعد أن قاما بضربه بالكراسي المعدنية في عدة مناسبات. أثناء حلقة سماكداون التي جرت في 1 يونيو، تدخل برايان في مباراة بطولة دبليو دبليو إي التي جرت بين بنك وكين حيث انتهت بالإبطال نتيجة لضربه لهما. هذا أدى إلى مباراة ثلاثية بين الخصوم في حدث نو واي أوت حيث تمكن بنك من المحافظة على بطولة دبليو دبليو إي. في حلقة راو التي جرت في 25 يونيو، حصل برايان على فرصة أخرى للعب مباراة على بطولة دبليو دبليو إي ضد سي إم بنك في حدث ماني إن ذا بانك عندما هزم بنك وكين في مباراة إزالة ثلاثية. في حدث ماني إن ذا بانك، فشل برايان مجددًا في الفوز ببطولة دبليو دبليو إي من بنك في مباراة من دون إبطال حيث كانت إيه جاي الحكم الخاص الضيف. في الليلة التالية في راو، قَبِلَت إيه جاي عرض الزواج المقدم من برايان حيث عادت علاقتهما وأعلنا أنهما سيتزوجان في الحلقة رقم 1000 من راو. في الاسبوع التالي وفي حلقة راو 1000 التي جرت 23 يوليو، 2012، فشل حفل زفافه عندما اختارت إيه جاي أن تكون مديرةً عامة دائمة لقسم راو وهي وظيفة عرضها عليها السيد مكماهون. تحولت ليلة برايان في وقت لاحق من سيء إلى أسوأ عندما هاجمه ذا روك واهانه الممثل الشهير تشارلي شين.

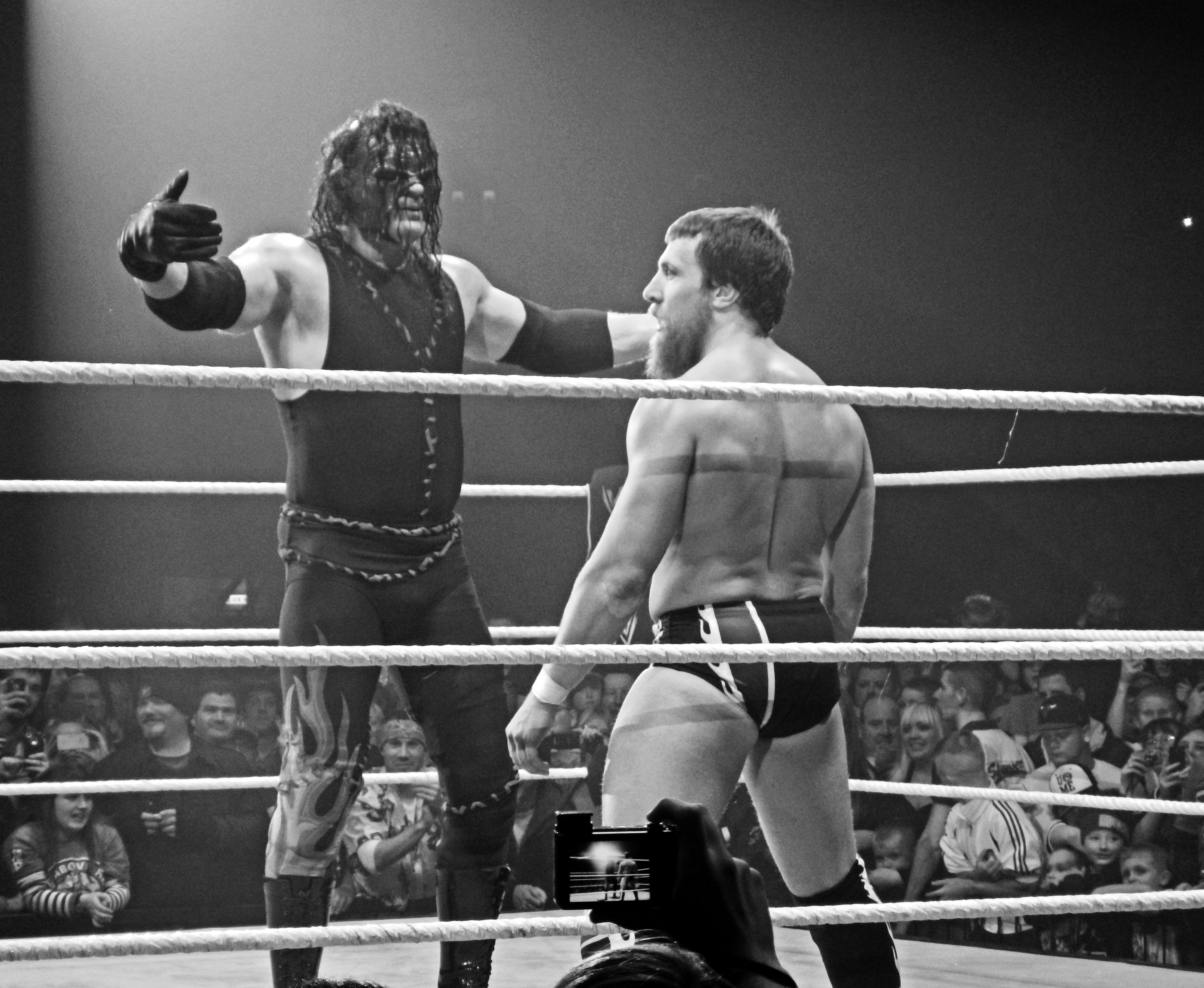
كين يعرض المعانقة على برايان.

تسبب رفض إيه جاي لبرايان إلى شعوره بالغضب والمرارة. حيث بدأ برايان يهاجم الجماهير. واصلت إيه جاي انتقامها من برايان عندما حرمته من فرصة اللعب في مباراة بطولة دبليو دبليو إي وجعلته بدلًا من ذلك يواجه كين في سمرسلام، حيث فاز برايان. نتيجة لمشاكل برايان وكين، التحق الرجلان في فصول التحكم بالغضب التي يستضيفها الدكتور شيلبي. وأجبر لاحقًا على المشاركة في مباراة عناق. في حلقة راو التي جرت في 10 سبتمبر، وبناء على اقتراح الدكتور شيلبي وإيه جاي، كون برايان وكين فريقًا ثنائيًا وفازا على فريق برايم تايم بلايرز (تيتوس أونيل ودارين يونغ) ليصبحا المتحديان الأوليان لبطولة دبليو دبليو إي للفرق الثنائية. في حدث ليلة الأبطال، فاز دانيال برايان وكين ببطولة دبليو دبليو إي للفرق الثنائية عندما هزما الأبطال كوفي كينغستون وآر تروث. في الليلة التالية في راو، نجح فريقهما في الدفاع عن البطولة ضد البطلين السابقين كينغستون وتروث. في الاسبوع التالي في راو، اختير لفريقهما اسم «هيل نو» عن طريق استفتاء تويتر (الأسماء الأخرى التي كانت مرشحة للفريق هي: «فريق الصداقة» و«فريق العمل الجماعي»). في 28 أكتوبر في حدث الجحيم في زنزانة، حافظ فريق هيل نو على بطولة دبليو دبليو إي للفرق الثنائية عندما خسرا بالإبطال ضد فريق رودز سكولارس (كودي رودز ودايميان سانداو) عندما واصل كين مهاجمة خصميه ورفض مغادرة الحلبة. دافع فريق هيل نو عن بطولتهما بنجاح في حلقة دبليو دبليو إي ماين إيفنت التي جرت في 14 نوفمبر عندما هزما فريق رودز سكولارس في مباراة إعادة. في حلقة راو التي جرت في 26 نوفمبر، وبعد خسارة كين أمام بطل دبليو دبليو إي سي إم بنك في مباراة ليست على البطولة، هوجم كل من برايان ورايباك اللذان كانا يحاولان إنقاذ كين من هجوم شنته مجموعة الدرع من نفس المجموعة (دين أمبروز، وسيث رولينز ورومان رينز). هذا الهجوم كان له تأثير في توحيد برايان وكين، وبعد أن قام رايباك وفريق هيل نو جنبًا إلى جنب بمهاجمة مجموعة الدرع في حلقة راو التي جرت في 3 ديسمبر، تم حجز مباراة لجميع الرجال الستة لمواجهة بعضهم البعض في حدث تي إل سي في مباراة طاولات، وسلالم، وكراسي، حيث فازت مجموعة الدرع. وفي الحلقة التالية من ماين إيفنت، فاز فريق هيل نو على فريق رودز سكولارس حيث حافظا على بطولة الفرق. في حلقة راو التي جرت في 31 ديسمبر 2012، دافع فريق هيل نو بنجاح عن البطولة الفرق ضد مجموعة 3 إم بي (درو ماكنتاير وهيث سليتر). في حدث رويل رامبل لعام 2013، دافع فريق هيل عن بطولة دبليو دبليو إي للفرق الثنائية بنجاح ضد فريق رودز سكولارس. وفي وقت لاحق من تلك الليلة، قام برايان بإقصاء كين من مباراة رويل رامبل حين رماه من الحبل الثالث قبل أن يقوم أنطونيو سيسارو بإقصاء برايان مباشرةً بعدها. كين أمسك ببرايان قبل أن يصل إلى الأرض، إلا أنه أقصاه من المباراة على الرغم من تسول برايان له بوضعه مرة أخرى في الحلبة. في حلقة راو التي جرت في 4 فبراير، أُدرج برايان في مباراة المتحدي الأول لبطولة العالم للوزن الثقيل في حدث إليمنيشن تشامبر بعد أن تغلب على ري ميستيريو قبل أن يهاجمهما العائد مارك هنري. في حدث إليمنيشن تشامبر الذي جرى في 17 فبراير، كان برايان أول رجل خرج بسبب هنري. في 7 أبريل في حدث راسلمينيا 29، دافع فريق هيل نو عن بطولة للفرق الثنائية بنجاح ضد دولف زيغلر وبيغ إي. لانغستون. في الليلة التالية في راو جدد فريق هيل نو عداوته مع مجموعة الدرع بعد أن أنقذا أندرتيكر من هجوم شنته مجموعة الدرع. في حلقة راو التي جرت في 22 أبريل، خسر فريق هيل نو وأندتيكر أمام مجموعة الدرع في مباراة فرق ثنائية لستة مصارعين. بعد أن هوجم أندرتيكر على يد مجموعة الدرع، واجه برايان وكين أعضاء المجموعة في مباريات فرق ثنائية ومباريات فردية. في حدث إكستريم رولز الذي جرى في 19 مايو، فقد برايان وكين بطولة دبليو دبليو إي للفرق الثنائية لأعضاء فريق الدرع سيث رولنز ورومان رينز بعد أن حملا البطولة لمدة 245 يومًا.

## الشخصية

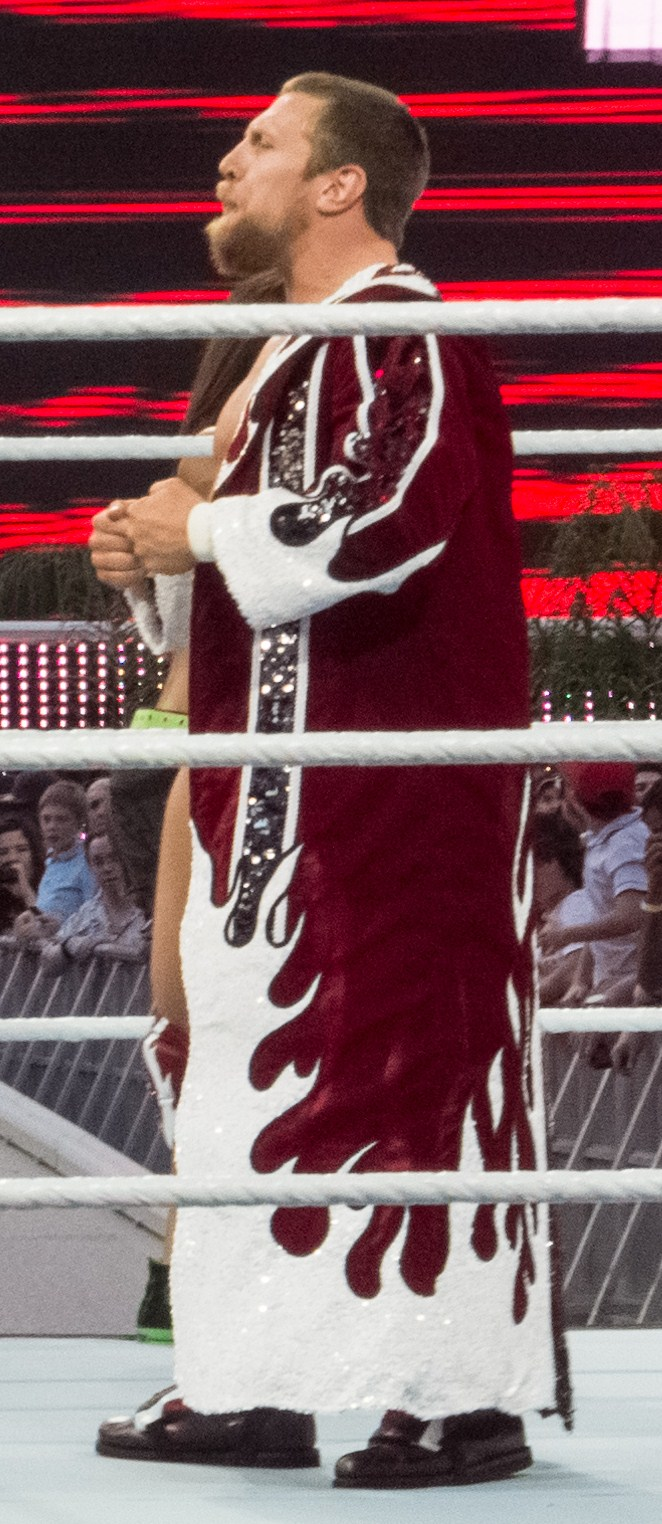
برايان قبل مواجهة شيمس في راسلمينيا 28

قضى دانيلسون أغلب حياته المهنية بدون وجود شخصية تميزه عن بقية المصارعين نظرًا لاعتماده على الألقاب (الكنى) التي اشتهر بها ك «التنين الأمريكي» واعتماده أيضًا على تصرفات مميزة ومهارته في المصارعة فقط. وهو ما جعله مشهورًا بين الجمهور. دانيلسون لعب أكثر مبارياته وهو يرتدي سروال مصارعة قصير. كما ظل لفترة وجيزة يرتدي قناعًا خلال لعبه في اليابان بشخصية «التنين الأمريكي».
أحد الأجزاء الملحوظة من شخصية دانيلسون هي السلوكيات التي يقوم بها والتي تسبب رد فعل من المجهور أثناء مبارياته والتي تشمل:
- خلال الفترة التي قضاها دانيلسون في منظمة رينغ أوف هونر كان يمشي إلى الحلبة من منطقة الدخول على أنغام أغنية «ذا فاينل كونت داون» وعندما يكون في الحلبة، يغني الأغنية على أحد أركان الحلبة مع الجمهور.[201]
- بعد فوزه ببطولة آر أو إتش العالمية، بدأ دانيلسون في التصرف كشرير وكشخصية قوية مهددة للجمهور. كما بدأ بخرق قواعد المنظمة التي تعرف باسم «كود الشرف» لكنه وعلى الرغم من طابع شخصيته، إلا أنه ظل محافظًا على شعبيته بين الجمهور.[202]
- من المعروف في عالم مصارعة المحترفين أن تنفيذ حركة إخضاع على خصم يسمك بأحد حبال الحلبة يتسبب في أن الحكم يعد حتى الرقم خمسة كإنذار لترك الخصم، وعدم الإصغاء إلى الحكم يعني الخسارة بالإبطال. لكن دانيلسون لا يفلت الحركة أثناء عد الحكم عليه بل يقول له «عندي حتى الرقم خمسة!».[203]
- خلال عهده الأول ببطولة آر أو إتش العالمية، كان دانيلسون يخبر المعلقين أن يضيفوا معلومات إضافية عنه تعلق بالظروف الراهنة حول مباراة يلعبها. حيث كانت هكذا معلومة تزيد من إهانة دانيلسون للجمهور أو لخصمه.[204]
- في بداية مباريات دانيلسون يهتف الجمهور في وجه الخصم: «سوف يركل دانيلسون رأسك أيها الخصم!».[205]
- بعد الفوز ببطولة العالم للوزن الثقيل، بدأ برايان يهتف ويقول «نعم!» مرارًا وتكرارًا أثناء توجهه إلى الحلبة، وحتى بعد أن يهزم خصمه. دانيلسون أعطى الفضل لدييغو سانشيز لاعب الفنون القتالية المختلطة في منظمة يو إف سي حيث قال أنه سبب إلهامه.[206][207] نمت شعبية هذا الهتاف خصوصًا بسبب غضب الجمهور من خسارته أمام شيمس في مباراة بطولة العالم للوزن الثقيل في 18 ثانية فقط في راسلمينيا 28.[208] كما انتشرت شعبية الهتاف حتى خارج منظمة دبليو دبليو إي في مباريات دوري البيسبول الأمريكي، ومباريات دوري الهوكي الوطني، ومباريات دوري الرابطة الوطنية لكرة السلة،[207][208][209] وحتى في الحفلات الموسيقية،[210] وفي أحداث منظمة توتال نونستوب أكشن ريسلينغ (تي إن إيه).[209] في عام 2012، بدأ برايان يهتف بكلمة «لا!» بدلًا من كلمة «نعم!». ادعى برايان أن المشجعين كانوا يسخرون منه حين كان كانوا يهتفون له بكلمة «نعم!». جعله هذا يرد على المشجعين الذي يهتفون بكلمة «نعم!» في وجهه بكلمة «لا!». هذا الأمر جعل المشجعين يهتفون بكلمة «نعم!» لإزعاجه. بعد تكوين فريق هيل نو بوقت قصير، بدأ برايان يهتف قائلًا: «نعم!» في بعض الأحيان، لكنه لا يزال يستخدم كلمة «لا!» كعباراته الرئيسية.
- دانيلسون الذي كان يتبع النظام الغذائي النباتي خلال حياته اليومية، كان يعتمد على أسلوب حياته كنباتي في سبيل استفزاز الجمهور.[211]

## الحياة الشخصية
دانيلسون يعتبر أن عددًا من المصارعين وهم: توشياكي كاوادا، ميتسوهارو ميساوا، وويليام ريغال لهم الفضل في تنمية مهارته في مجال مصارعة المحترفين. كما أنه كان يستخدم أسلوب المصارعيين: دين مالينكو وكريس بينويت في بداية حياته المهنية لكنه في وقت لاحق بدأ بممارسة رياضة جوجوتسو من أجل تطوير أسلوبه الخاص وعدم الاعتماد على أساليب أخرى. في عام 2009، انتقل دانيلسون إلى لاس فيغاس، نيفادا حيث كان قد بدأ التمرن على رياضة الفنون القتالية المختلطة في صالة راندي كوتور الرياضة والتي تسمى إكستريم كوتور. رئيس المدريبين في تلك الصالة هو نيل ميلانسون وهو زميل حجرة دانيلسون.
خلال فترة حمله لبطولة العالم، عُيِّن دانيلسون من قبل منظمة آر أو إتش كرئيس المدربين في أكاديمية آر أو إتش ريسلينغ أكاديمي ليحل محل أوستن أرييس. ثم تخلى عن هذا المنصب في عام 2007 لديلريوس.
أصبح دانيلسون نباتيًا في عام 2009، بعد أن تعرض إلى التهابات كبد عديدة. غير أنه كشف عام 2012 أنه تخلى عن كونه نباتيًا بسبب صعوبة حصوله على الأطعمة النباتية خلال سفره مع دبليو دبليو إي. في عام 2012، منح دانيلسون جائزة ليبي أووارد من منظمة بيتا لكونه «أكثر صديق رياضي وديةً للحيوانات». وفي شرف دانيلسون، أعلن عمدة ياكيما، واشنطن ميخا كولي أن كل يوم يوافق 13 يناير سيكون «يوم دانيال برايان».
دانيلسون هو من محبي موسيقى الروك الحر. حيث سجل أغنية واحدة مع كيميا داوسون أهدها إلى روح أسطورة المصارعة "الكابتن" لو البانو.
دانيلسون حاليا متزوج من الديفا السابقة بري بيلا.

## في المصارعة
- الضربة القاضية
  - بشخصية دانيال برايان
    - غوللتين تشوك[222][223] - 2011
    - قفل نعم![224] / قفل لا[225] / قفل لابيل (حركة أوموبلاتا مع قفل للرأس)[4][226][227][228] 2010- حتى الآن

  - بشخصية برايان دانيلسون
    - كاتل ميتليشن[2][8][229] (حركة كروس فيس شيكين وينغ)[230]
    - دانيلسون سبيشل (حركة دبل أندرهوك كروفيكس ارم بار)[231]
    - ضربات مكررة على الصدر، والوجه، والرأس[232]
    - دراغون سوبليكس[2]
    - قفل لابيل (حركة أومبلاتا مع قفل للرأس)[228]
    - ريغالبليكس(حركة بيلي تو باك سوبليكس) مأخوذة من معلمه ويليام ريغال[229]
    - ضربات متكررة بالمرفق إلى جانب رأس الخصم[8][44]
    - سمول باكيغ (تثبيت)[8]
    - ترينغل شوك (حركة اختناق)[8] أحيانًا مع ضربات بالمرفق إلى رأس الخصم[8]
- حركات معروف بها
  - إيربلاين سباين[2]
  - قفل الكاحل[233]
  - شقلبة على أحد زوايا الحلبة[234][235]
  - دروب كيك من الزاوية[236]
  - ضربة بالمرفق على خصم في الزاوية[237]
  - ضربة بالمرفق بعد لفة دورانية[2]
  - هيدبت من الزاوية على خصم طريح الأرض[2]
  - دراغون سكريو[238]
  - أبركت أوروبي[231][236]
  - ضربة طائرة بالذراع[239]
  - دروب كيك أمامي[236]
  - هييل هوك[80]
  - انديان ديث لوك[2]
  - ضربة عالية بالركبة خلال القفز على خصم خارج الحلبة[224][240]
  - سوبليكس بأشكال مختلفة:[8]
    - بيلي تو باك سوبليكس[2]، أحيانًا من فوق إحدى زاويا الحلبة[2][229]
    - بيلي تو بيلي سوبليكس[230]
    - كرايفيت سوبليكس[241]
    - جيرمان سوبليكس[230]
    - نورثن لايتس سوبليكس[2]
    - سناب أندرهوك سوبليكس[2][230]
    - سوبربليكس[230]
    - تايغر سوبليكس[230]

  - ركلات متعددة إلى صدر خصم منحني ثم ينفذ حركة راوندهاوس كيك[240][242]
  - رولنغ فاير مان كاري سلام[2]
  - راوندهاوس كيك[243]
  - بيغ بوت وهو يجري[2]
  - ليغ لاريت[236]
  - مسكة نوم[233][240]
  - اندفاع نحو الخارج[8]
  - رمية اندفاعية نحو خارج الحلبة[239]
  - سرفبورد[230][236][244]
- مدراء
  - ديف برازاك[245]
  - ذا ميز[246]
  - التوأم بيلا[247]
  - غيل كيم[120]
  - إيه جاي[248]
- مصارعون أدارهم
  - ديريك بيتمان[249]
  - إيه جاي[250]
- ألقاب
  - «التنين الأمريكي»[2]
  - «الدولفين الأمريكي»[69] (بي دبليو جي)
  - «أفضل مصارع في العالم»[2][251]
  - «ديغر»[2]
  - "ذا ماستر أوف سمول باكج[2]
  - «السيد. ماني إن ذا بانك»[129]

بطولة wwe على جون سينا
- - «ذا سبميشن سبشليست (متخصص الاستسلام)»[252]
  - «دي-برايان» أطلق عليه بواسطة بوكر تي
- أغنية الدخول
  - في المنظمات المستقلة
    - «سيلف إستيم» بواسطة أووفسبرينغ[253]
    - «أوبساشن» بواسطة إنيميشن[245]
    - «ذا فاينل كونتداون» بواسطة يوروب[201]

  -  في دبليو دبليو إي
    - «ذا رايج» بواسطة هيرمان لانغستشروت ووولف غانغ كيلاين[254] (15 أغسطس، 2010 - 13 سبتمبر، 2010)
    - «رايد أوف فالكيرس» بواسطة ريتشارد فاغنر[255] (20 سبتمبر، 2010 - 29 يوليو، 2011)
    - «فريفول» بواسطة تو ستيبس فروم هيل[256] (5 أغسطس، 2011)
    - «بيغ إيبك ثنغ» بواسطة جيم جونستون[257] (12 أغسطس، 2011 - 4 نوفمبر، 2011)
    - «فلايت أوف فالكيرس» بواسطة ريتشارد فاغنر وجيم جونستون[258] (11 نوفمبر، 2011 - حتى الآن)

### مصارعون دربهم دانيلسون
- أليكس باين[248]
- أندرو باترسون[248]
- بوبي كوينس[248]
- تشيرليدر ميليسا[248]
- كوون[248]
- دان مارشال[248]
- إرني أوزوريس[248]
- فارمر جو (المزراع جو)[248]
- كافو[248]
- رينو[248]
- روبي رايدر[248]
- ريان دراغو[248]
- سارة ديل ري[248]
- زودايك[248]

## بطولات وجوائز
- اول برو ريسلينغ

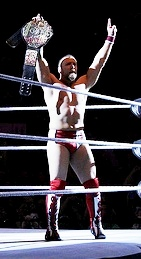
دانيلسون وهو بطل العالم للوزن الثقيل في دبليو دبليو إي.

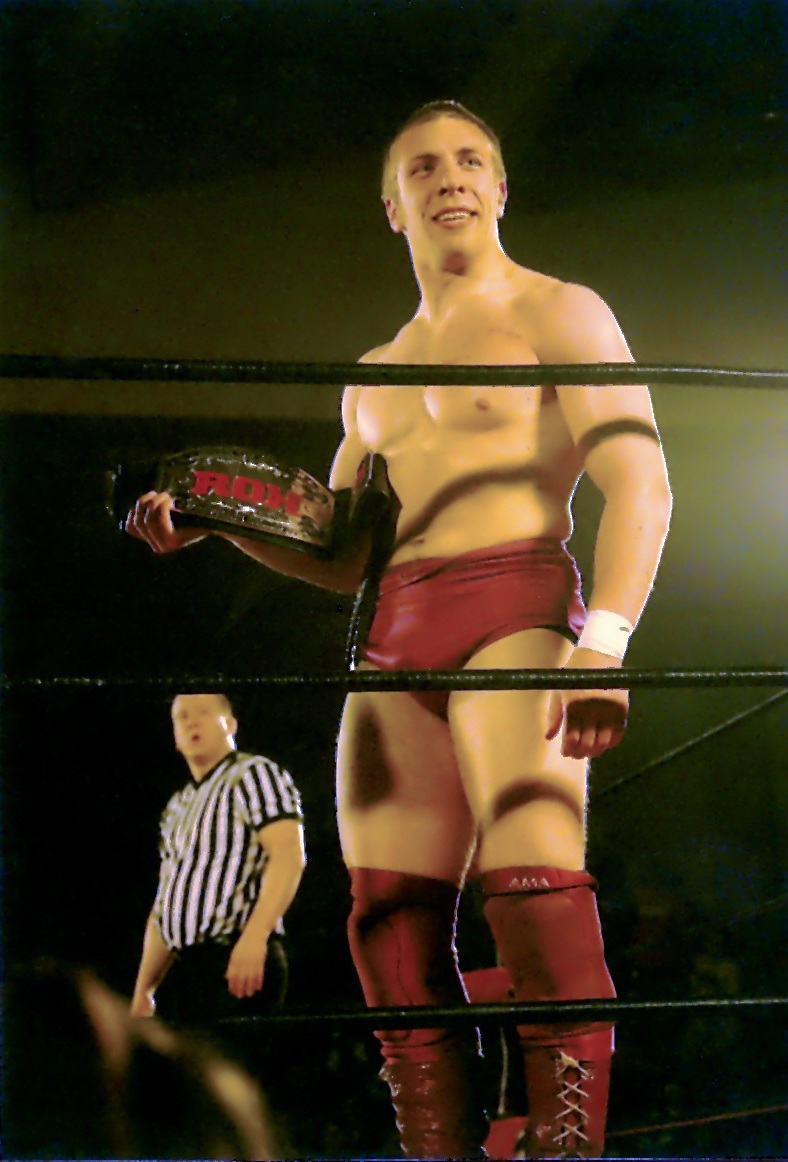
دانيلسون وهو بطل بطولة آر أو إتش العالمية في 2006.

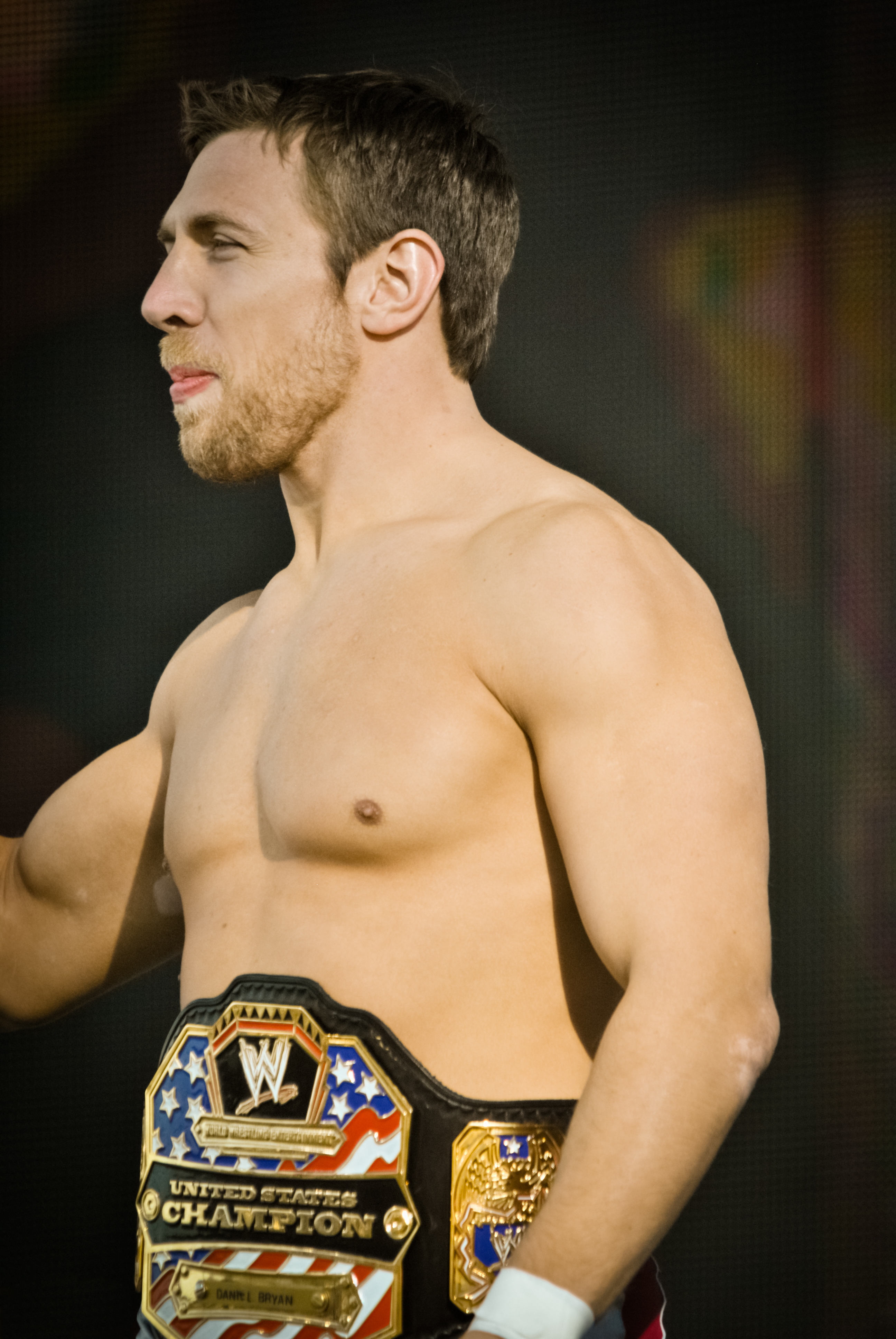
برايان وهو بطل بطولة دبليو دبليو إي الولايات المتحدة في 2010.

  - بطولة إيه بي دبليو وورلدوايد إنترنت (مرة واحدة)[259]
  - كنغ أوف إيندز (ملك المنظمات المستقلة) (2001)[8][260]
- أول ستار ريسلينغ
  - بطولة إيه إس دبليو العالمية للوزن الثقيل المتوسط (مرة واحدة)[1]
- إيست كوست ريسلينغ أسوسييشن
  - بطولة إي سي دبليو إيه للفرق الثنائية (مرة واحدة) - مع لاو كي[261]
- إيفولف
  - مباراة السنة (2010) ضد مينوري ساوا في 11 سبتمبر[262]
- إكستريم كانيدين تشامبيونشيب ريسلينغ
  - بطولة إن دبليو إيه الكندية للوزن صغير الثقيل (مرة واحدة)[263]
- فول إمباكت برو
  - بطولة إف آي بي العالمية للوزن الثقيل (مرة واحدة)[8]
- إنترناشونال ريسلينغ أسوسييشن
  - بطولة آي دبليو إيه بورتوريكو للوزن الثقيل (مرة واحدة)[97]
- ممفيس ريسلينغ تشامبيونشيب
  - بطولة إم سي دبليو الجنوبية للوزن الخفيف الثقيل (مرة واحدة)[1]
  - بطولة إم سي دبليو الجنوبية للفرق الثنائية (مرة واحدة) - مع سبانكي[1]
- إن دبليو إيه ميد-ساوث
  - بطولة إن دبليو إيه الجنوبية للوزن صغير الثقيل (مرة واحدة)[264]
- نيو جابان برو ريسلينغ
  - بطولة آي دبليو جي بي للوزن صغير الثقيل للفرق الثنائية (مرة واحدة)[8] - مع كاري مان[1]
  - بست أوف أميركان سوبر جونيورز (2004)[265]
- برو ريسلينغ غوريلا
  - بطولة بي دبليو جي العالمية (مرتين)[8][266]
- برو ريسلينغ إيلوستريتد
  - بي دبليو آي وضعته في المركز الثالث عشر في قائمة أفضل 500 لعام 2008[267]
  - بي دبليو آي وضعته في المركز الخامس عشر في قائمة أفضل 500 مصارع لعام 2011[268]
  - بي دبليو آي وضعته في المركز الرابع في قائمة أفضل 500 مصارع لعام 2012[269]
- برو ريسلينغ نواه
  - بطولة جي إتش سي للوزن صغير الثقيل (مرة واحدة)[8][229]
- برو ريسلينغ ريبورت
  - أفضل مصارع مستقل للسنة (2006)[270]
  - الفريق الثنائي للسنة (2012)[271]
- رينغ أوف هونر
  - بطولة آر أو إتش بيور (مرة واحدة) (آخر بطل)[43]
  - بطولة آر أو إتش العالمية (مرة واحدة)[34]
  - الفائز بدورة سرفايفول أوف فيتسيت (2004)[1][8]
- تكساس ريسلينغ أكاديمي
  - بطولة تي دبليو إيه للفرق الثنائية (مرة واحدة)[1] - مع سبانكي
- ويستسايد إكستريم ريسلينغ
  - بطولة دبليو إكس دبليو العالمية للوزن الثقيل (مرة واحدة)[272]
  - الفائز بدورة إمبيشن 1 (2010)[96]
- وورلد سيريس ريسلينغ
  - بطولة دبليو إس دبليو للوزن الثقيل (مرة واحدة)[273]
- وورلد ريسلينغ إنترتاينمينت / دبليو دبليو إي
  - بطولة العالم للوزن الثقيل (مرة واحدة)

بطل بطل WWE CHAMPIONSHIP (مرتان)
- - بطولة دبليو دبليو إي الولايات المتحدة (مرة واحدة)[19]
  - بطولة دبليو دبليو إي للفرق الثنائية مع كين (مرة واحدة)wwe championمرة واحدة
  - السيد ماني إن ذا بانك (سماكداون 2011)[20]
  - جائزة سلامي (2010) بسبب ضربه لمايكل كول في برنامج إن إكس تي[274]
  - جائزة سلامي صدمة السنة (2010) ظهور فريق نيكسيس لأول مرة في برنامج راو[274]
  - جائزة سلامي تغريدة السنة (2012) - «وجه الماعز هي إهانة فظيعة. وجهي مثالي في كل شيء تقريبًا، في الواقع، من الآن فصاعدًا أطالب بأن أدعى ببرايان الجميل».
  - جائزة سلامي لشعر الوجه للسنة (2012)
  - جائزة سلامي لمفاجأة السنة (2012) - هزيمته لمارك هنري وبيغ شو في رويل رامبل
- جوائز ريسلينغ أوبسيرفر[275]
  - جائزة أفضل مصارع تقني (2005، 2006، 2007، 2008، 2009، 2010، 2011، 2012)[8][276][277][278][279]
  - مباراة السنة (2007)[8]  ضد تاكيشي موريشيما في 25 أغسطس
  - جائزة أروع مصارع (2006، 2007، 2008، 2009، 2010)[8][276][277]
  - ريسلينغ أوبسيرفر وضعته في المركز العاشر في قائمة أكثر المصارعين تميزًا لعقد (بداية من العام 2000 حتى 2009)

جائزة سلامي لأفضل مصارع لعام 2013
جائزة سلامي لأفضل تشجيع من الجماهير yes yes yes 2013

## اعتزاله المصارعة والعودة من الاعتزال
اعتزل دانيلسون المصارعة في 9, فبراير 2016 بسبب ارتجاج في المخ وأكد دانيلسون أن هذا اختياره ليس اختيار الدبليو دبليو إي وكانت هذة نهاية دانيال براين وكانت صدمة لكل عشاق البطل المحبوب.
ولكنه عاد في راسلمينيا 34 في مباراة مع شين مكمان ضد كيفين أوينز وسامي زين.

## وصلات خارجية
- دانيال برايان على موقع IMDb (الإنجليزية)
- دانيال برايان على موقع قاعدة بيانات الفيلم (الإنجليزية)
- دانيال برايان على موقع دبليو دبليو إي (الإنجليزية)
- دانيال برايان على موقع WrestlingData.com (الإنجليزية)
- دانيال برايان على موقع CageMatch worker (الإنجليزية)
- دانيال برايان على موقع قاعدة بيانات المصارعة على الإنترنت (الإنجليزية)
- دانيال برايان على موقع عالم المصارعة على الإنترنت (الإنجليزية)

- دانيلسون في دبليو دبليو إي دوت كوم
- دانيلسون في منظمة دراغون غايت يو إس إيه
- صفحة دانيلسون في أون لاين وورلد أوف ريسلينغ